# Ferragudo
Ferragudo es una freguesia portuguesa perteneciente al municipio de Lagoa, en el Algarve. Posee un área de 5,74 km² y una población total de 1 867 habitantes (2001). La densidad poblacional asciende a 325,26 hab/km². Junto con las freguesias de
Lagoa y de Estômbar, contituían el territorio del municipio de Lagoa tras la separación del municipio de Silves el 16 de enero de 1773. Fue elevada a la condición de villa el 13 de mayo de 1999.
- Datos: Q1023960
- Multimedia: Ferragudo / Q1023960